# Cybersquatting
Cybersquatting, e analogamente la locuzione domain grabbing (da to grab, lett. "ghermire") e domain squatting, è l'attività illegale di chi si appropria di nomi di dominio corrispondenti a marchi commerciali altrui o a nomi di personaggi famosi al fine di realizzare un lucro sul trasferimento del dominio a chi ne abbia interesse o un danno a chi non lo possa utilizzare.

## Storia
Tale pratica, diffusa negli Stati Uniti sul finire degli anni novanta, ha avuto un notevole sviluppo anche in Europa, anche in Italia, specialmente in seguito all'entrata in vigore nel 1999 della regola che consente ai titolari di partita IVA la registrazione di un numero illimitato di domini.
Gli Stati Uniti d'America sono stati il primo paese al mondo ad occuparsi della lotta al fenomeno con una legislazione ad hoc. Si tratta dell'Anticybersquatting Consumer Protection Act, entrato in vigore il 29 novembre 1999.
In Italia, in assenza di una disciplina legislativa ad hoc, la giurisprudenza prevalente ha fatto ricorso alla normativa relativa al diritto al nome (art. 7 del codice civile: la persona alla quale si contesti l'uso del proprio nome o che possa risentire del pregiudizio dall'uso che altri indebitamente ne faccia può chiedere la cessazione del fatto lesivo, salvo il risarcimento dei danni) ed alla normativa dei marchi e dei segni distintivi (artt. 2569-2574 del codice civile; D.P.R. 8 maggio 1948 n. 795; d.l. 480/1992; D.P.R. 595/1993; d.l. 189/1996). In base a tale orientamento il titolare di un marchio registrato ha il diritto di servirsene in modo esclusivo, e quindi anche di registrarlo come dominio. Nel caso in cui altri utilizzino il marchio registrandolo come dominio, il titolare potrà agire in giudizio anche con procedura d'urgenza, a nulla rilevando che il TLD non sia un .it, potendo ricorrere anche contro le indebite utilizzazioni di un TLD generico come il .com ovvero di altri paesi.
Il marchio può anche non essere registrato all'ufficio marchi e brevetti, l'importante è che abbia la notorietà per consentire al titolare di poter vantare un diritto sul dominio già registrato. In simili occasioni si parla di "marchio di fatto".